# Эффект Сакса — Вольфа
Эффе́кт Са́кса — Во́льфа — влияние гравитационного красного смещения от крупномасштабных неоднородностей гравитационного поля Вселенной на фотоны реликтового излучения. В результате спектр реликтового излучения становится анизотропным. Этот эффект является основным источником флуктуаций в реликтовом излучении для угловых масштабов наблюдения более 10 градусов. Эффект назван в честь Курта Райнера Сакса (англ.) и Артура Майкла Вольфа (англ.).

## Неинтегрированный эффект Сакса — Вольфа
Неинтегрированный эффект Сакса — Вольфа вызван гравитационным красным смещением, происходящим на поверхности последнего рассеяния фотонов. Величина наблюдаемого эффекта не постоянна по небу из-за различий в плотности энергии/вещества на поверхности последнего рассеяния.

## Интегрированный эффект Сакса — Вольфа
Интегрированный эффект Сакса — Вольфа также обусловлен гравитационным красным смещением, однако оно происходит между поверхностью последнего рассеяния и Землёй, так что наблюдаемая картина смещения возникла после образования первичного реликтового излучения. Такой эффект возможен, только если во Вселенной по плотности энергии доминирует нечто, не являющееся холодной материей. Если бы во Вселенной преобладала холодная (то есть нерелятивистская) материя, то обусловленные её неоднородностями возмущения гравитационного потенциала на больших масштабах не изменялись бы существенно за время прохождения фотонов. Если же во Вселенной доминирует релятивистское вещество (например, фотоны) или тёмная энергия, то пространственное распределение потенциала быстро изменяется и слегка изменяет энергию проходящих сквозь него фотонов реликтового излучения.
В 2012 году международная научная группа специалистов из Портсмутского университета и Мюнхенского университета Людвига-Максимилиана, показала, что вероятность связи между тёмной энергией и анизотропией реликтового излучения равна 99,996 %, что близко к констатации достоверного существования тёмной энергии.